# Жеральд Мартінез
Жеральд Мартінез (фр. Gérald Martinez; нар. 30 березня 1955, Монрежо) — французький регбіст, колишній півзахисник клубу «Тулуза».

## Спортивна кар'єра

### Клуби
- 1963-1973: Спортивний клуб Монрежо
- 1973-1984: Тулуза
- 1984-1989: Рейсінг 92

### Співпраця з Варварами
З 15 травня 1981 року він зіграв другу гру в історії французьких Варвари проти Кравшей в Клермон-Ферран. Баа-Баас виграли з рахунком 34:41. 7 листопада 1981 року він знову заграв з командою французьких Варварів проти збірної Нової Зеландії в Байонні. Варвари програли 18:28.
Чотири роки по тому, 22 жовтня 1985 року він знову грав з французькими варварами проти збірної Японії в Коньяку. Команда виграла 45:43. Потім 10 травня 1986 року він знову нав'язав з німі співпрацю в ігрі проти збірної Шотландії в Ажен. Баа-Баас виграли 32:19.

## Досягнення
Тулуза
- Віце-чемпіон Франції з регбі: 1980
- Кубок Франції: 1984
- Шаленж Ів дю Мануар: 1984

Рейсінг 92
- Віце-чемпіон Франції з регбі: 1987